# Around the World and Back
Around the World and Back es el segundo álbum de estudio de la banda de pop punk estadounidense State Champs. Fue lanzado el 16 de octubre de 2015, a través de Pure Noise Records. La banda anunció el álbum en julio de 2015, junto con el estreno del primer sencillo del álbum, "Secrets". Tras su lanzamiento, el álbum alcanzó el puesto # 30 en los EE. UU. Billboard 200, y # 3 en las listas de Estados Unidos y alternative rock. La banda más tarde se embarcó en una gira mundial co-cabeza de cartel con Neck Deep.

## Recepción
El álbum ha recibido críticas generalmente positivas de los críticos. La mayoría de los críticos citan la voz de Derek Discanio, y el sonido general del disco. la inclusión de la banda de la orquestación en las pistas, la pista del título del álbum que cuenta con Ansley Newman, de Jule Vera, y la producción se observan como puntos destacados. La grabación ha dibujado comparaciones múltiples a la labor de los alumbres del género como New Found Glory, A Day to Remember, y All Time Low.
Evan Lucy de Alternative Press, elogió el crecimiento de la banda que ha mostrado desde su debut. Lucy continuó diciendo, "... un nuevo nivel de matiz aquí gracias a las habilidades de composición que son sin duda algunas muestras más desarrolladas que muchas bandas de la tercera edad"
Davey Boy de Sputnikmusic, también escribió una revisión positiva. Felicitó a la capacidad de la banda para escribir ganchos pegadizos y dio un elogio particular a "All or Nothing" y su fusión de pop punk de la banda y el rock alternativo. El muchacho llegó a escribir, "El quinteto de pop punk todavía realizan mejor que muchos de sus contemporáneos, y debe tenerse en cuenta que este LP suena significativamente más eficaz cuando se juega en voz alta, en lugar de a través de la cabeza o los auriculares ... Pero es difícil ignorar la sensación de que son capaces de más "

## Lista de canciones
| N.º | Título                      | Duración |  |
| 1.  | «Eyes Closed»               | 3:09     |  |
| 2.  | «Secrets»                   | 3:44     |  |
| 3.  | «Losing Myself»             | 3:17     |  |
| 4.  | «All You Are Is History»    | 3:02     |  |
| 5.  | «Perfect Score»             | 3:18     |  |
| 6.  | «All or Nothing»            | 3:39     |  |
| 7.  | «Shape Up»                  | 2:44     |  |
| 8.  | «Back and Forth»            | 2:53     |  |
| 9.  | «Around the World and Back» | 3:50     |  |
| 10. | «Breaking Ground»           | 3:42     |  |
| 11. | «Tooth and Nail»            | 2:57     |  |

## Personal
State Champs
- Derek DiScanio - voz principal, producción
- Tyler Szalkowski - coros guitarra
- Ryan de Scott Graham - bajo, coros
- Tony "Rival" Díaz - guitarra rítmica, coros
- Evan Ambrosio - batería

Producción
- Kyle Negro - producción, ingeniería, mezclado
- Colin Schwanke - producción adicional, ingeniería
- Devon Corey - Ingeniería
- Courtney Ballard - Ingeniería
- Ted Jensen - mezcla

## Listas
| Chart (2015)                  | Peak Position |
| ----------------------------- | ------------- |
| Australia (ARIA)              | 31            |
| Reino Unido (UK Albums Chart) | 78            |
| U.S. Billboard 200            | 30            |
| U.S. Top Alternative Albums   | 3             |
| U.S. Top Digital Albums       | 20            |
| U.S. Independent Albums       | 5             |
| U.S. Top Rock Albums          | 3             |

- Datos: Q21186503

1. ↑  «State Champs – Around the World and Back» (en inglés). Australiancharts.com. Hung Medien.
2. ↑  «State Champs | Artist Chart History | Official Charts» (en inglés). Official Charts Company.